# Perseo Miranda
Angelo Spaggiari (Perseo Miranda), italijanski glasbenik, * 1970, Genova, Italija.

Miranda je pevec heavy metal skupine Perseo Miranda.

## Diskografija
- Perseo Miranda - Perseo Miranda and his theatre (1980-1981)
- Perseo Miranda - I sayd I look away' (1981)
- Perseo Miranda - Light and darkness (2006)
- Perseo Miranda - Evolution of the spirit (2007)
- Perseo Miranda - Parallel dimensions (2008)
- Perseo Miranda - Praise my Day (2009, Erga Editions)[2]
- Perseo Miranda - A silence that screams, in a broken dreams (2010, Erga Editions)
- Perseo Miranda - A silence that screams (2010, Erga Editions)[3]

## Publikacije
- Manuale di astrologia (2001)[4]
- Gli astri dicono (2003)[5]